# Vicia cirrhosa
Vicia cirrhosa är en ärtväxtart som beskrevs av Philip Barker Webb och Sabin Berthelot. Vicia cirrhosa ingår i släktet vickrar, och familjen ärtväxter. Inga underarter finns listade i Catalogue of Life.